# Kanadische Cricket-Nationalmannschaft
Die kanadische Cricket-Nationalmannschaft (englisch Canada national cricket team; französisch Équipe du Canada de cricket), deren Spieler auch unter dem Spitznamen Maple Leafers bekannt sind, vertritt Kanada auf internationaler Ebene in der Sportart Cricket. Das erste Spiel absolvierte die Mannschaft bereits 1844 gegen die Vereinigten Staaten. Das Team wird vom Verband Cricket Canada (englisch und französisch, CC) geleitet und ist seit 1968 assoziiertes Mitglied im International Cricket Council. Damit gehört es zur zweiten Reihe der Nationalmannschaften und gilt, zusammen mit Bermuda und den Vereinigten Staaten, traditionellerweise als eine der stärksten Nationalmannschaften des amerikanischen Doppelkontinentes hinter dem Vollmitglied der West Indies. Seit 2019 verfügt Kanada, wie alle ICC-Mitglieder, über vollen T20I-Status. Größte Erfolge bei Turnieren waren die Teilnahmen an der Vorrunde beim Cricket World Cup (1979, 2003, 2007 und 2011) sowie beim T20 World Cup (2024).

## Geschichte

### Einführung von Cricket

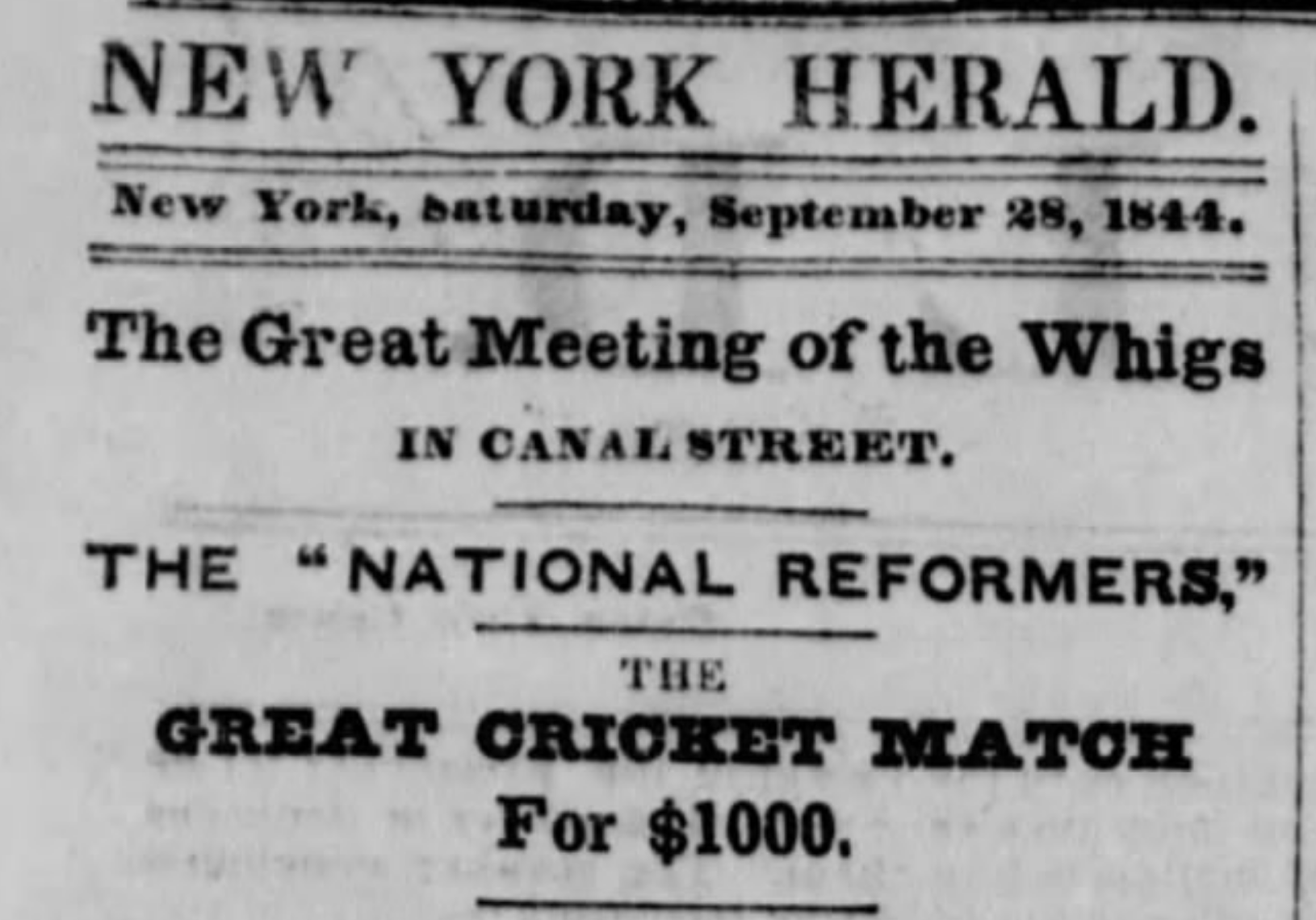
Ankündigung des ersten internationalen Cricket Matches 1844 zwischen Kanada und den Vereinigten Staaten im New York Herald

Nach allgemeiner Ansicht brachten britische Soldaten das Cricketspiel 1759 nach der Schlacht auf der Abraham-Ebene während des Siebenjährigen Krieges in Nordamerika nach Kanada. Die erste bekannte Beschreibung eines Cricketspiels datiert aus 1785 und beschreibt ein Spiel auf der Île Sainte-Hélène, Québec, dem Austragungsort der späteren Expo 67. Die Wurzeln des modernen kanadischen Crickets finden sich im Gebiet Oberkanada, vor allem rund um Toronto, damals noch York genannt. Zu Beginn des 19. Jahrhunderts verbreitete der Lehrer George Anthony Barber diesen Sport dort und gilt seitdem als „Vater des kanadischen Crickets“. 1827 war er bei der Gründung des Toronto Cricket, Skating and Curling Club involviert und 1829 half er dabei, den Sport am neuen Upper Canada College zu etablieren. Barber organisierte 1836 ein Spiel zwischen den Toronto Cricket Club und der Cricket-Mannschaft des Upper Canada College, das die Collegemannschaft gewann. Seitdem werden jährlich Serien zwischen diesen beiden Mannschaften ausgespielt und zahlreiche Nationalspieler stammen von beiden Clubs.
Vom 24. bis 26. September 1844 bestritt Kanada sein erstes Länderspiel gegen die Vereinigten Staaten vor 20.000 Zuschauern beim St George’s Cricket Club im Bloomingdale Park in New York, dem Ort der späteren medizinischen Fakultät der New York University. Es war das erste Länderspiel überhaupt und zählt zu den ersten internationalen Sportereignissen der modernen Geschichte. Kanada, das unter der Bezeichnung British Empire’s Canadian Province antrat, gewann das Spiel mit 23 Runs. Dieses Spiel wurde bis in die 1910er Jahre jährlich wiederholt und legte den Grundstein für die älteste sportliche Rivalität, welche selbst 30 Jahre älter ist als die bekannteste Rivalität im internationalen Cricket, The Ashes zwischen Australien und England. 1845 fand das erste Länderspiel zwischen beiden Mannschaften in Kanada statt, das der Gastgeber mit 61 Runs gewann. 1846 wurde die kanadische Mannschaft von den Vereinigten Staaten in New York für 28 Runs ausgebowlt, dem niedrigsten Ergebnis der Nationalmannschaft überhaupt. 1853 unterlag Kanada in Harlem erstmals den Vereinigten Staaten. Der fast bowler Joel Bradbury nahm 1854 in Toronto gegen die Vereinigten Staaten neun Wickets für sechs Runs, worauf die Gäste für nur 32 Runs ausgebowlt wurden. Bis heute ist dies das niedrigste Ergebnis der Vereinigten Staaten gegen Kanada.

### Verbreitung im 19. Jahrhundert

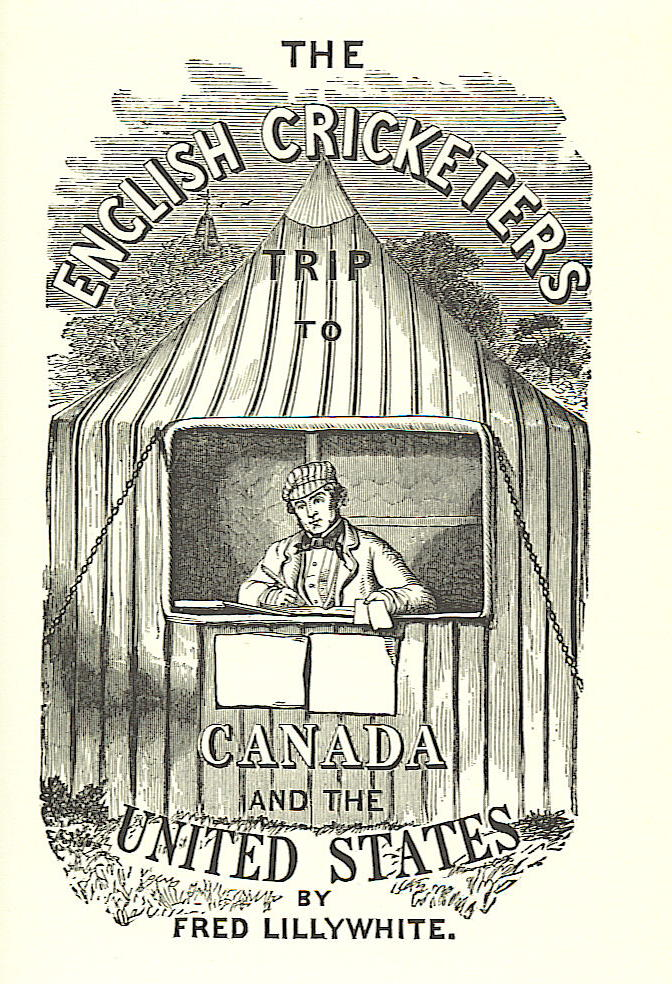
Fred Lillywhite in seinem Zelt (The English Cricketers’ Trip to Canada and the United States in 1859)

George Parr führte 1859 eine englische Mannschaft auf ihrer Tour nach Kanada an, es handelte sich die erste Cricket-Tour überhaupt. Nach der Tour verfasste Fred Lillywhite das Buch The English Cricketers’ Trip to Canada and the United States, das im darauf folgenden Jahr erschien und eines der ersten Cricket-Bücher überhaupt ist. Auf der Tour, die auch in die Vereinigten Staaten führte, gewann die Mannschaft alle seine fünf Spiele gegen Mannschaften – die aus 22 Spielern bestanden, darunter Begegnungen mit den Nationalmannschaften Kanadas und der Vereinigten Staaten. Auf der Tour absolvierten die Gäste auch Spiele im Rahmen von Ausstellungen und unternahmen zwei Ausflüge zu den Niagarafällen. 1868 und 1872 folgten weitere Touren englischer Mannschaften nach Nordamerika, wobei die Gäste ebenfalls auf Kanada und die Vereinigten Staaten trafen. Diese Touren waren rein kommerzielle Unternehmungen. Die meisten Spiele waren als against odds angesetzt, um sie ausgeglichener zu gestalten; dabei durfte die Heimmannschaften mehr als elf Spieler einsetzen (meist 22).
Bei der Gründung des kanadischen Bundesstaates im Jahr 1867 war Cricket zunächst sehr populär und Premierminister John Macdonald erhob ihn sogar zum Nationalsport. Nach dem Ende des Amerikanischen Bürgerkrieges begann sich jedoch aus den Vereinigten Staaten her das Baseball zu verbreiten, das Cricket trotz australischer und englischer Touren zurückdrängte. Auf der dritten englischen Tour nach Kanada 1872, angeführt von Robert Allan Fitzgerald, reiste der bekannte Spieler W. G. Grace mit und erzielte gegen den Toronto Cricket Club 142 Runs. Dieser Rekord bestand für 100 Jahre und war das beste Innings eines englischen Batters in Kanada. 1878 unternahmen die Australier, angeführt von Dave Gregory, ihre erste Tour nach Kanada und kehrten 1893 zurück, wobei sie den Gastgeber mit einem Innings besiegten. In diesen Jahren mit zahlreichen Cricket-Aktivitäten im Osten des Landes erfuhr der Sport auch in Westkanada größere Beliebtheit. 1864 entstand der North West Cricket Club in Winnipeg und 1876 folgte der Victoria Cricket Club an der Westküste. Diesen beiden Clubs folgten weitere in den Prärieprovinzen, Alberta und British Columbia. Damit begann sich das Cricket auch westlich von Ontario zu etablieren und wird seitdem landesweit ausgeübt.

### Erste Touren nach Übersee

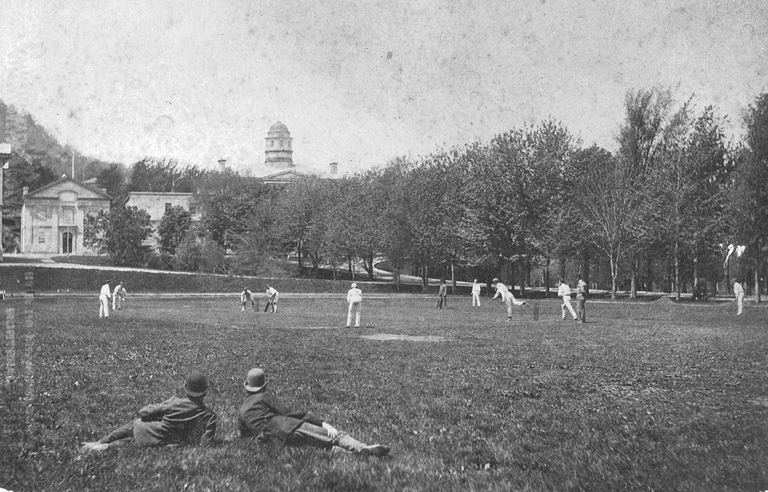
Cricketspiel bei der McGill University, Montreal

Im Sommer 1880 unternahm erstmals eine kanadische Mannschaft unter ihren Kapitän Thomas Dale eine Tour nach England, auf der sie unter anderem auf dem Marylebone Cricket Club (MCC) traf; Kanada erzielte vier Siege, erlitt fünf Niederlagen und acht Spiele endeten im Remis. Die lokalen Behörden erkannten jedoch diese Mannschaft nicht offiziell an, woraus sich zahlreiche Probleme ergaben. Dale wurde während des ersten Spieles gegen Leicestershire verhaftet, da man ihn mit einem Fahnenflüchtigen der British Army verwechselte. Darauf reiste T. D. Phillips von Kanada nach England, um die Kapitänsrolle zu übernehmen, die Tour wurde allerdings vorher abgebrochen und die kanadische Mannschaft trat die Heimreise an. 1887 reiste das erste offizielle kanadische Team nach England, angeführt vom All-rounder Edward Ogden. Es traf auf mehrere Mannschaften der County-Clubs, wobei alle Mannschaften jeweils gleich viele Spieler einsetzten. Den Kanadiern gelangen Siege gegen Irland, Derbyshire, Warwickshire und Leicestershire. Ogden hatte selbst auch eine gute Tour und erzielte Ergebnisse von 98 Runs gegen Durham sowie 133 Runs gegen Hampshire; im Spiel gegen den MCC im Lord’s nahm er neun Wickets für 83 Runs. Während der Tour verlor Kanada die Serien von jeweils zwei Spielen gegen Irland und Schottland mit 0–1, von den 15 Spielen in England gewann es zwei.
Zwischen 1888 und 1890 bestritt Kanada drei Spiele gegen Irland, von denen die Iren eines gewannen und die anderen zwei unentschieden endeten. 1892 erfolgte die Gründung der Canadian Cricket Association (englisch; französisch Canadian Cricket Association, CCA), womit der Sport landesweit organisiert werden konnte. Bereits 1880 war in Ontario der erste Provinzverband gegründet worden, weitere folgten 1895 in Manitoba, 1902 in Québec, 1910 in Alberta und Saskatchewan, 1922 in British Columbia, 1967 in Nova Scotia und 1980 in New Brunswick. In den 1890er erfuhren die gegenseitigen Spiele mit den Vereinigten Staaten neue Beliebtheit mit den zwei wohl besten All-roundern in der Geschichte des nordamerikanischen Crickets: dem Amerikaner Bart King und dem Kanadier Jack Laing. Beide Spieler dominierten das regionale Cricket für beinahe 20 Jahre und große Zuschauermengen verfolgten ihre Duelle. Laing spielte in 13 Matches für Kanada gegen die Vereinigten Staaten, Irland, Australien und England. In seiner internationalen Karriere nahm er insgesamt 77 Wickets mit seinem schnellen schwingenden Bowling. Im Spiel 1895 in Toronto störte er die amerikanische Batting Order, als er im ersten Innings sieben Wickets für 21 Runs nahm und dabei den ersten internationalen Hattrick mit den Wickets von J. W. Sharp, S. Goodman und L. K. Mallinkrodt erzielte. Im darauf folgenden Jahr bowlte er sogar noch besser und nahm in Manheim, Pennsylvania sechs Wickets für 17 Runs sowie acht Wickets für 37 Runs, womit er einen kanadischen Bowlingrekord aufstellte, der bis heute Bestand hat. Laing tat sich ebenso als Batter hervor: Beim Spiel für den Wanderers Cricket Club gegen den Douglas Park Cricket Club 1903 in Chicago erzielte er 249 Runs, womit er zusammen mit J. G. Davis, der 103 Runs ohne den Verlust seines Wickets erzielte, mit der Partnerschaft um das vierte Wicket von 313 Runs einen neuen Rekord im nordamerikanischen Cricket aufstellte. 1906 nahm King gegen Kanada acht Wickets für nur 17 Runs. Regelmäßig fanden Spiele gegen die Vereinigten Staaten statt, bis es 1912 zu Unterbrechung kam. Beim Besuch der Australier 1893 absolvierte Kanada sein erstes Länderspiel gegen eine andere Nationalmannschaft als jene der Vereinigten Staaten, unterlag jedoch mit einem Innings.
1913 unternahmen die Australier unter Austin Diamond eine Nordamerika-Tour, auf der sie 53 Spiele bestritten und nur eine Niederlage gegen den Germantown Cricket Club aus Philadelphia erlitten. Im Spiel gegen Vancouver erzielten die Australier 633 Runs für den Verlust von acht Wickets, dem höchsten Ergebnis in einem Innings im kanadischen Cricket. Demgegenüber stand das Ausscheiden der Winnipeg Cricket Association für sechs Runs, was als das niedrigste Ergebnis im kanadischen Cricket gilt. Der Australier Charlie Macartney erzielte auf der Tour herausragende 2390 Runs mit einer Batting Average von 45.92, darunter sieben Centuries; außerdem nahm er 189 Wickets mit einer Bowling Average von 3.81. Diese individuellen Leistungen werden möglicherweise nicht mehr erzielt, da es als unwahrscheinlich gilt, dass eine solch umfangreiche Tour nochmals durchgeführt wird. Während der Tour fanden auch zwei First-Class-Matches gegen eine gemeinsame Mannschaft Kanadas und der Vereinigten Staaten statt, die mit Siegen der Gäste endeten. Das Match in Toronto war das erste First-Class-Match in Kanada.

### Zwischenkriegsjahre
1922 stellte Norman Seagram, der aus einer bekannten Unternehmerfamilie stammte, eine kanadische Mannschaft zusammen, die eine erfolgreiche Tour nach England unternahm. 1932 besuchten die Australier unter ihrem Kapitän Vic Richardson Kanada, unter den Spielern war auch der bekannte Donald Bradman. Die Tour gilt trotz der Auswirkungen der Großen Depression als großer Erfolg. Im Spiel gegen Western Ontario in Guelph erzielte Bradman 260 Runs. Das Innings war für 58 Jahre kanadischer Rekord, bis es vom rechtshändigen Batter Don Maxwell übertroffen wurde, als er 1990 während des Turnieres der Toronto & District Cricket Association für den York University Cricket Club 280 Runs ohne den Verlust seines Wickets gegen den Commonwealth Cricket Club erzielte. Im Spiel zwischen dem Ridley College und den australischen Gästen in St. Catharines erzielte Clarke Bell mit 109 Runs ohne den Verlust seines Wickets das einzige Century gegen die australischen Gäste auf ihrer 1932-Tour. Bell wurde später zu einem der besten Batter der kanadischen Cricket-Geschichte. In seiner kurzen Laufbahn erzielte er insgesamt 16 Centuries und er erzielte auch in der John Ross Robertson Trophy (dem Clubturnier im kanadischen Cricket) gute Leistungen. In seinen insgesamt 25 Innings erzielte er 1401 Runs, darunter fünf Centuries, mit einer persönlichen Bestleistung von 193 Runs im Spiel des Toronto Cricket Club gegen den Bell Telegraph Cricket Club 1930. Seine letzte Batting Average in dem Turnier waren herausragende 70.05 Runs in einem Innings. Er starb jedoch während des Zweiten Weltkrieges in der Operation Jubilee am 19. August 1942, drei Tage vor seinem 32. Geburtstag. Ein anderer talentierter kanadischer Cricketspieler, der während der australischen Kanadatour hervortrat, war Greg Wenman aus British Columbia. Er gilt als einer der produktivsten Runscorer im kanadischen Cricket. Während seiner Laufbahn von 40 Jahren erzielte er 37 Centuries, darunter drei Centuries innerhalb von vier Tagen beim Western Canada Tournament 1929 in Regina. Der einzige Nordamerikanische Cricketspieler, der mehr Centuries als Wenman erzielte, war der Amerikaner Bart King mit 38.
Trotz der finanziellen Schwierigkeiten in den 1930er Jahren unternahm Kanada unter seinem Kapitän Billy Bell 1936 eine ehrgeizige England-Tour. Die Mannschaft wurde unter der Schirmherrschaft des damaligen Finanzministers Robert Charles Matthews zusammengestellt. Vor dem Zweiten Weltkrieg war er ein großer Förderer des kanadischen Crickets. Die Mannschaft schrieb Sportgeschichte, als sie den MCC im Lord’s mit 76 Runs besiegte und damit den ersten Sieg einer kanadischen Mannschaft gegen eine englische Mannschaft erzielte. Ein herausragender Spieler der kanadischen 1936er-Mannschaft war der All-rounder Lloyd Percival, ein Experte physischer Fitness. Sein Bruder Gordon, der 1931 innerhalb von 42 Minuten ein Century für den Yorkshire Cricket Club gegen den Rosedale Cricket Club in Toronto erzielt hatte, war ebenfalls Teil der Mannschaft. Die ersten 50 Runs erzielte er in 17 Minuten und er wurde schließlich für 177 Runs, die er in nur 80 Minuten erzielt hatte, ausgebowlt. 1954 tourte ein dritter Bruder mit der kanadischen Mannschaft nach England.

### Nachkriegsjahre
Nach dem Zweiten Weltkrieg sorgten Migranten aus dem britischen Commonwealth für eine Wiederbelebung des kanadischen Crickets, wobei vor allem Lewis Gunn und Donald King erwähnenswert sind. Dabei erhielten sie Unterstützung von Charles D. Wilson, der mehr als 50 Jahre dem Cricket in Ontario widmete. Gunn baute um sich eine Gruppe begeisterter Cricket-Anhänger auf und zusammen mit dem Verbandspräsidenten Billy Bell gründete er 1947 in Toronto eine neue Nationalmeisterschaft zwischen den Provinzen Kanadas. Ontario gewann die erste Austragung der Bracht Trophy. In dieser Zeit der Erneuerung wurden die beliebten Crickettouren der früheren Jahre wieder aufgenommen. 1951 besuchte der MCC unter seinem Kapitän R. W. V. Robins Kanada; das First-Class-Match im Toronto Cricket, Skating and Curling Club gewannen die Gäste mit 151 Runs. Darauf folgte die erfolgreiche Englandtour 1954, auf der Kanada unter seinem Kapitän Basil Robinson 18 Spiele bestritt, darunter vier First-Class-Matches, einschließlich das gegen Pakistan, das zu dem Zeitpunkt ebenfalls in England war, aber auch gegen Essex, Warwickshire und Yorkshire. 1958 besuchte Pakistan, angeführt von Imtiaz Ahmed, Kanada. Der MCC war 1959 unter seinem Kapitän Dennis Silk erneut zu Besuch und spielte ein Dreitagesmatch gegen eine kanadische Auswahl in Toronto, das die Gäste mit zehn Wickets gewannen. Die Besucher blieben während ihrer gesamten Tour unbesiegt und gewannen die meisten Spiele mit hohen Ergebnissen, erzielten aber auch ein hart umkämpftes Remis gegen den Toronto Cricket Club. 1967 kehrte der MCC, ebenfalls unter Silk, nach Kanada zurück; die Tour war Teil der Hundertjahrfeier Kanadas. In dem Jahrzehnt plante der Imperial Cricket Council (ICC), an Kanada den Test-Cricket-Status zu vergeben, die Kanadier lehnten das Angebot jedoch ab und waren der Meinung, dass die Nationalmannschaft noch nicht reif für diesen Schritt sei; sie müsse noch weitere Spiele gegen Vollmitglieder spielen und auch das heimische Cricket verbessern. Die Dinge verliefen jedoch nicht nach Plan und es dauerte noch 50 Jahre, bis Kanada wieder ein First-Class-Match bestritt.
Donald King setzte die gute Zusammenarbeit mit Billy Bell, Lewis Gunn und Charlie Wilson fort und nach Gesprächen mit US-amerikanischen Vertretern, angeführt von John I. Marder, wurde die internationale Serie zwischen beiden Nationalmannschaften 1963 in Toronto wieder aufgenommen. Später schrieb Marder ein Buch über das nordamerikanische Cricket: The International Series, the history of the United States and Canada at cricket. In der ersten Tour der Wiederaufnahme in dem Jahr erzielte Ray Nascimento im Spiel in Toronto 176 Runs, womit er den alten Rekord von 111 Runs durch F. W. Terry aus dem Jahr 1895 übertraf. Sein herausragendes Innings bescherte Kanada ein Rekordergebnis von 403 Runs für den Verlust von sechs Wickets, was erst 1985 überboten wurde, als Kanada in Toronto 437 Runs für den Verlust von acht Wickets erzielte, ebenfalls gegen die Vereinigten Staaten. Seit 1968 ist Kanada assoziiertes Mitglied des International Cricket Council. Das beste Innings einer Mannschaft gegen Kanada gelang einer jamaikanischen Auswahl 1984 in Kingston mit 374 Runs für den Verlust von acht Wickets.

### Erste Weltmeisterschaftsteilnahmen
1973 erzielte Kanada im Toronto Cricket, Skating and Curling Club gegen Irland ein Remis, nachdem Ivan Anderson einen irischen Rekord mit 198 Runs ohne den Verlust seines Wickets erzielt hatte. Im darauf folgenden Jahr unternahmen die Kanadier wieder eine Englandtour. Sie verlief jedoch unauffälliger als jene von 1954 und Kanada trat gegen Clubs, zweite Mannschaften der County Clubs und kleinere Counties an. Kanada erzielte eine Gewinnbilanz von 4/6 und sechs weitere Spiele endeten im Remis. In der Cricketsaison 1975 gelang der westkanadischen Mannschaft die Sensation, als sie die besuchende australische Mannschaft unter ihrem Kapitän Ian Chappell, die zuvor am Cricket World Cup 1975 teilgenommen hatte, in Toronto mit fünf Wickets bezwang. Franklyn Dennis erzielte dabei 57 Runs ohne den Verlust seines Wickets gegen die australischen Bowler Dennis Lillie, Max Walker und Allan Hurst. Zuvor hatten die kanadischen Bowler Jitu Patel, Rick Stevens und Roy Callender die Gäste für 159 Runs ausgebowlt und so den eigenen Battern den Weg zum Sieg geebnet.
Zum ersten Cricket World Cup 1975 erhielten die Kanadier keine Einladung und 1979 nahmen sie an der ersten ICC Trophy teil. Sie erreichten das Finale in Worcester, das gegen Sri Lanka verloren ging, womit sie sich für den Cricket World Cup 1979 in England qualifizierten und zeitgleich den ODI-Status sicherten. Der Cricket World Cup, bei dem es seine ersten ODIs bestritt, verlief für Kanada jedoch enttäuschend, nachdem es in allen drei Gruppenspielen gegen Pakistan, England und Australien unterlag und früh aus dem Turnier ausschied. Dennoch etablierte sich Kanada damit als eine der führenden assoziierten Cricketnationen.
Kanada nahm 1982 und 1986 wieder an der ICC Trophy teil. Es gelang jedoch nicht, den Erfolg von 1979 zu wiederholen, nachdem es bei beiden Turnieren versäumte, über die erste Runde hinauszukommen. Damit verpasste Kanada die Cricket World Cups 1983 und 1987. Weitere Länderspiele in den 1980er Jahren endeten 1981 in einem Remis gegen Irland, und 1987 in einer Niederlage gegen Barbados mit drei Wickets.
In den 1990er Jahren erreichte Kanada bei den drei ICC Trophies der Jahre 1990, 1994 und 1997 jeweils die Zwischenrunde und verpasste damit die Cricket World Cups 1992, 1996 sowie 1999. Ab 1996 nahm es auch am One-Day Cup in den West Indies teil. Beim Cricketturnier der Commonwealth Games 1998 gelang es Kanada nach deutlichen Niederlagen gegen Australien, Indien und Antigua nicht, über die Vorrunde hinauszukommen. Ende der 1990er Jahre war Kanada Gastgeber mehrerer ODI-Serien zwischen den beiden Erzrivalen Indien und Pakistan (1996, 1997, 1998), die alle als „Friendship Cup“ ausgetragen wurden, bestritt selbst jedoch kein Spiel gegen beide Mannschaften. Für 1999 war eine weitere Austragung dieser Serie geplant, nach Ausbruch des Kargil-Krieges zwischen beiden Ländern sprangen die West Indies ein und spielten jeweils gegen beide Mannschaften.

### Im neuen Millennium
2000 war Kanada Gastgeber der ersten Americas Championship und gewann dieses Turnier. Im darauf folgenden Jahr unternahm es eine Tour nach Sri Lanka, Höhepunkt war jedoch die Austragung der ICC Trophy 2001. Als Drittplatzierter qualifizierte sich der Gastgeber für den Cricket World Cup 2003 in Südafrika. Während der ICC Trophy 2001 debütierte John Davison, der zu einem der erfolgreichsten kanadischen Cricketspieler aufstieg. Als Vorbereitung auf den Cricket World Cup absolvierte Kanada mehrere Matches und besuchte im April 2002 Argentinien, wo es die Americas Championship hinter dem Rivalen aus den Vereinigten Staaten auf dem zweiten Platz abschloss, worauf ein fünfter Platz bei der ICC Six Nations Challenge 2002 in Namibia folgte. Im selben Jahr besuchte die zweite Mannschaft der West Indies Kanada, der Gastgeber gewann die Eintagesserie mit 2–1 und erzielte im Zweitagesspiel ein Remis. Darauf folgte Kanadas beste Performance im One-Day Cup der West Indies, nachdem es zwei Gruppenspiele gewonnen und das Halbfinale nur knapp verpasst hatte.
Beim Cricket World Cup 2003 zeigte Kanada gemischte Resultate. Es begann das Turnier mit seinem ersten ODI-Sieg, als es das Vollmitglied Bangladesch mit 60 Runs bezwang. Danach unterlag es gegen Kenia mit vier Wickets. Anschließend wurde es von Sri Lanka für nur 36 Runs ausgebowlt, dem damals niedrigsten ODI-Ergebnis, und unterlag mit neun Wickets. Im darauf folgenden Spiel gegen die West Indies erzielte John Davison das schnellste Century überhaupt, dennoch verlor Kanada dieses Spiel mit sieben Wickets und schied damit aus dem Turnier aus. Schließlich verlor es gegen Südafrika mit 118 Runs und gegen Neuseeland mit fünf Wickets.
2004 erreichte es beim Intercontinental Cup das Finale und unterlag dort gegen Schottland. Höhepunkt dieses Turnieres war das Spiel gegen den Konkurrenten der Vereinigten Staaten in Fort Lauderdale, als John Davison das beste Bowling seit Jim Lakers 19 Wickets gegen Australien auf der Ashes Tour 1956 lieferte. Bei der Americas Championship in Bermuda im selben Jahr war Kanada ebenfalls erfolgreich und gewann dieses Turnier. Beim Intercontinental Cup 2005 erreichte es als Gruppenzweiter nicht das Halbfinale. Bei der ICC Trophy 2005 erreichte es wieder den dritten Platz, womit es sich für den Zeitraum von 2006 bis zur ICC Cricket World Cup Qualifier 2009 ODI-Status sicherte und für den Cricket World Cup 2007 qualifizierte. 2006 verlor Kanada alle Spiele bei der Six Nations Challenge und beendete dieses Turnier in den Vereinigten Arabischen Emiraten auf dem letzten Platz. Beim Intercontinental Cup 2006 erreichte es das Finale, unterlag jedoch gegen Irland. Bei der Americas Championship im August gewann es gegen Argentinien und den Rivalen der Vereinigten Staaten, verlor jedoch gegen die Cayman Islands und den späteren Gewinner Bermuda, bis dahin das schlechteste Abschneiden bei diesem Turnier. Beim Intercontinental Cup 2007–08 war es jedoch weniger erfolgreich und schied bereits in der Vorrunde aus.
Nachdem Kanada bei der World Cricket League Division One 2007 bereits in der Vorrunde ausgeschieden war, verpasste es die erste World Twenty20 2007 in Südafrika. Beim Cricket World Cup 2007 in den West Indies unterlag es Kenia mit sieben Wickets, England mit 51 Runs und Neuseeland mit 114 Runs.
Im Juni und Juli 2008 empfing Kanada Bermuda für drei ODIs und Matches während des Intercontinental Cup gegen Bermuda und Schottland. Im August besuchte Kanada Irland für die World Twenty20 Qualifier 2008. Der Mannschaft gelang es jedoch nicht, sich für die World Twenty20 2009 in England zu qualifizieren, nachdem sie die Qualifikation auf dem fünften Platz abgeschlossen hatte. Im Spätsommer 2008 besuchten die West Indies und Bermuda für die Scotiabank One-Day Series Kanada. Der Gastgeber besiegte Bermuda und spielte im Finale gegen die West Indies. Der westindische Kapitän Chris Gayle erzielte sein 16. ODI-Century und führte seine Mannschaft in King City zu einem leichten Sieg mit sieben Wickets. Während der Scotiabank One-Day Series wurde das Talent von Rizwan Cheema entdeckt, er brillierte dann bei der Al Barakah T20 Canada 2008/09. An dem Turnier nahmen neben dem Gastgeber Pakistan, Sri Lanka und Simbabwe teil. Kanada verlor zwei Spiele und erzielte ein Remis, in dem Remis verlor Kanada jedoch das Bowl-out, womit es für dieses Spiel keine Punkte erhielt. Sri Lanka gewann das Turnier, nachdem diese Pakistan im Finale besiegt hatten. Es war geplant, das Turnier für die folgenden vier Jahre jährlich auszutragen. Ende November 2008 nahm Kanada an der Americas Championship in Florida teil. Den Vereinigten Staaten gelang es nach Jahren der Unordnung im Verband, sich zusammenzufinden und das Turnier zu gewinnen. Kanada beendete das Turnier nach Net Run Rate auf dem dritten Platz hinter Bermuda, nachdem die direkte Begegnung wegen Regens ausgefallen war.
Im April 2009 nahm Kanada an der Cricket World Cup Qualifier teil. Nachdem es die beste Mannschaft in Jahren zusammengestellt hatte, ließ es die Gruppenphase hinter sich und beendete die Qualifikation auf dem zweiten Platz. Mit dieser Performance erreichte Kanada den Cricket World Cup 2011 in Indien, Bangladesch und Sri Lanka. Dort unterlag es jedoch gegen Sri Lanka mit 210 Runs, gegen Simbabwe mit 175 Runs, gegen Pakistan mit 46 Runs, gegen Neuseeland met 97 Runs und gegen Australien mit sieben Wickets; der einzige Sieg gelang gegen Kenia mit fünf Wickets.

### Verpasste Turniere

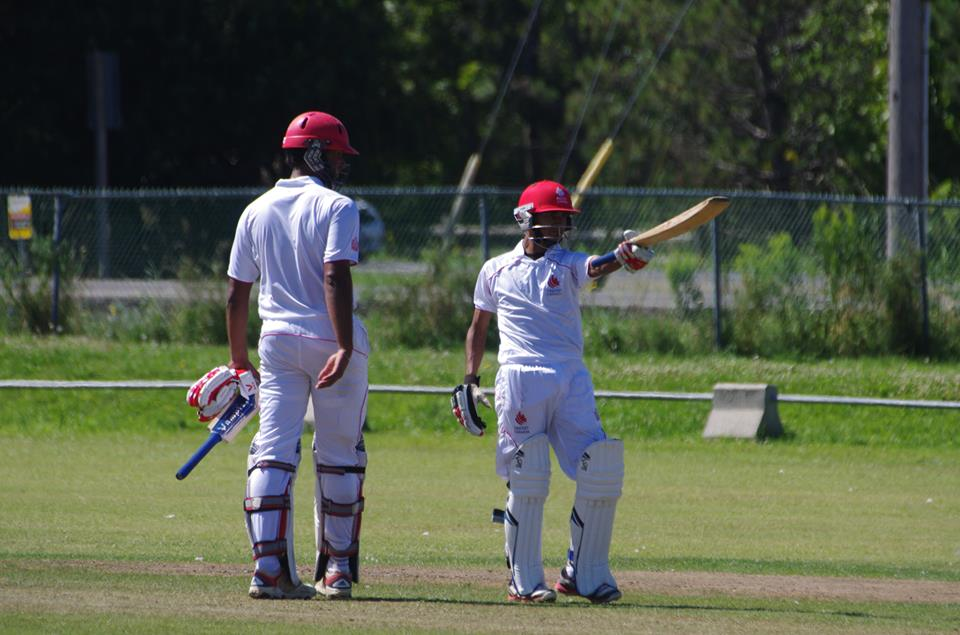
Spieler der kanadischen Nationalmannschaft während eines Spieles gegen die Niederlande, 2013

Bei der World Twenty20 Qualifier 2010 verlor Kanada alle seine Vorrundenspiele und verpasste somit die World Twenty20. Die ICC World Twenty20 Qualifier 2012 verlief etwas besser, als es den sechsten Platz erreichte, aber dennoch die World Twenty20 verpasste. Bei der World Twenty20 Qualifier 2013 für die World Twenty20 2014 lieferte Kanada wieder ein schlechteres Turnier und erreichte nur den zwölften Platz.
2010 kündigte der ICC an, dass beim Cricket World Cup 2015 in Australien und Neuseeland nur zehn Mannschaften teilnehmen dürfen, was es für die assoziierten Mitglieder schwer machte, sich überhaupt für dieses Turnier zu qualifizieren. Der Verband Cricket Canada äußerte seine Enttäuschung über diese Entscheidung. Der ICC nahm seinen Beschluss später zurück, kündigte jedoch für den Cricket World Cup 2019 eine Reduzierung auf zehn Mannschaften an. Im Januar 2014 verlor Kanada nach einer schwachen Leistung bei der Cricket World Cup Qualifier, nachdem es bereits in der Vorrunde ausgeschieden war, sowohl seinen ODI- als auch seinen T20I-Status, womit es bis zum folgenden Qualifikationsturnier kein wichtiges internationales Cricket mehr bestreiten konnte.
2015 nahm Kanada an der World Twenty20 Qualifier in Irland und Schottland teil, gewann jedoch keines seiner Vorrundenspiele und schied als Gruppenletzter aus. Im ersten Spiel gegen Kenia in Edinburgh erzielte Kanada 143 Runs in seinen 20 Over und verlor fünf Wickets. Im kenianischen Innings erzielte Irfan Karim aus 54 Bällen 74 Runs und führte Kenia zu einem Sieg mit sieben Wickets. Im zweiten Spiel in Stirling traf es auf Oman. Wegen den schlechten Wetterverhältnissen musste das Spiel auf 13 Over per Mannschaft reduziert werden. Kanada begann am Schlag und Nitish Kumar prägte das Batting mit 52 Runs aus 25 Bällen. Omans Zeeshan Maqsood schlug 86 Runs ohne den Verlust seines Wickets und führte seine Mannschaft zu einem Sieg mit sieben Wickets. Das dritte Spiel gegen die Vereinigten Arabischen Emirate bestritt Kanada ebenfalls in Stirling. Kanada begann am Schlag und erreichte ein Ergebnis von 132 Runs. Die Vereinigten Arabischen Emirate gewannen das Spiel schließlich mit fünf Wickets. Das vierte Spiel gegen den Gastgeber in Edinburgh begann Kanada wieder am Schlag und erreichte 135 Runs für den Verlust von acht Wickets. Schottland entschied das Spiel schließlich für sich. Das fünfte und letzte Spiel gegen die Niederlande ebenfalls in Edinburgh begann Kanada wieder am Schlag und erreichte 172 Runs für den Verlust von acht Wickets. Die Niederlande holten diese Vorgabe jedoch erfolgreich ein und Kanada schied aus der Qualifikation aus.
Nach der enttäuschenden Qualifikation gab es für einzelne kanadische Nationalspieler gute Nachrichten, nachdem 21 von ihnen mit Spielern aus den Vereinigten Staaten, Bermuda und Suriname für eine Auswahlmannschaft – „ICC Americas“ – berufen wurden, um im Januar 2016 in der Nagico Super50 2015/16 zu spielen. Zum Ende des Auswahlprozesses war Jeremy Gordon der einzige kanadische Batter und Hamza Tariq wurde als Wicket-Keeper für die Mannschaft ausgewählt.

### Teilnahmen an T20 World Cups
Für den ICC Intercontinental Cup 2015–2017 war das Team erstmals nicht für den Intercontinental Cup qualifiziert. In der World Cricket League Division Two 2018 gelang es der Mannschaft nicht, die Cricket World Cup Qualifier für den Cricket World Cup 2019 zu erreichen. Bei der T20 World Cup Qualifier 2019 kam sie über die Vorrunde nicht hinaus und verpasste so den T20 World Cup 2021. Beim T20 World Cup Global Qualifier Group A 2022 erreichte Kanada nur den fünften Platz und verpasste somit den T20 World Cup 2022. In der Cricket World Cup Challenge League 2019–2022 zum Cricket World Cup 2023 gewann Kanada seine Gruppe A und stieg zusammen mit dem Gruppenersten der Gruppe B, Jersey, in die Cricket World Cup Play-Off 2023 auf. Es erreichte jedoch nur den vierten Platz unter sechs Teilnehmern und verpasste damit die Cricket World Cup Qualifier 2023 für den Cricket World Cup 2023. Trostpreis war das Erreichen der Cricket World Cup League 2 2023–2027 für den Cricket World Cup 2027 und der Rückgewinn des ODI-Status. In der Amerika-Qualifikation 2023 endete Kanada punktgleich mit dem Gastgeber Bermuda und qualifizierte sich aufgrund einer besseren Net Run Rate für den T20 World Cup 2024, nachdem es im letzten Spiel diesen Gegner ausgebowlt hatte; damit qualifizierte sich Kanada erstmals für einen T20 World Cup. Beim Hauptturnier unterlag das Team zwar dem Mitgastgeber und Rivalen aus den Vereinigten Staaten (mit sieben Wickets) und Pakistan (ebenfalls mit sieben Wickets), es gelang aber auch ein Überraschungssieg gegen das Vollmitglied Irland (mit zwölf Runs), gleichbedeutend mit dem ersten Sieg bei einem T20 World Cup. Das letzte Vorrundenspiel gegen Indien musste aufgrund Regens abgesagt werden. In der Amerika-Qualifikation 2025 qualifizierte sich der Gastgeber nach sechs Siegen für den T20 World Cup 2026.

## Organisation
Cricket Canada wurde 1892 als Canadian Cricket Association gegründet und 2007 nahm der Verband seinen heutigen Namen an. Seit 1968 vertritt der Verband das Land beim International Cricket Council (ICC) als assoziiertes Mitglied. Er ist verantwortlich für die Organisation des Cricket in Kanada.
Cricket Canada stellt die Kanada vertretenden Cricket-Nationalmannschaften, einschließlich der für die Männer, Frauen und Jugend, zusammen. Der Verband ist außerdem für die Durchführung von ODI- und T20I-Serien gegen andere Nationalmannschaften sowie die Organisation von Heimspielen und -turnieren verantwortlich. Neben der Aufstellung des Teams kümmert er sich auch um den Kartenverkauf, die Gewinnung von Sponsoren und die Vermarktung der Medienrechte.
Kinder und Jugendliche werden bereits in der Schule an den Cricketsport herangeführt und je nach Interesse und Talent beginnt dann die Ausbildung. Wie andere Cricketnationen verfügt Kanada über eine U-19-Nationalmannschaft, die an der entsprechenden Weltmeisterschaft teilnimmt.

## Trikots, Logo und Spitzname
Im T20I-Cricket tragen kanadische Spieler rote Trikots mit weißen Farbakzenten sowie roten Ärmeln und einem roten Halskragen sowie roten Hosen. Feldspieler tragen eine rote Baseball-Kappe oder einen roten Sonnenhut. Die Helme der Batter sind ebenfalls rot gehalten. Bei offiziellen ICC-Turnieren erscheint das Logo des Sponsors auf dem rechten Ärmel und die Aufschrift Canada auf der Vorderseite des Trikots.
Das Logo von Cricket Canada zeigt ein elfzackiges Zuckerahornblatt (Acer saccharum) in den Nationalfarben weiß und rot, entlehnt von der Flagge Kanadas, mit dem Schriftzug Cricket Canada darunter. Der Spitzname der kanadischen Cricket-Nationalmannschaft lautet Maple leafers, abgeleitet vom Nationalsymbol Kanadas, dem Zuckerahornblatt (Maple Leaf).

## Stadien

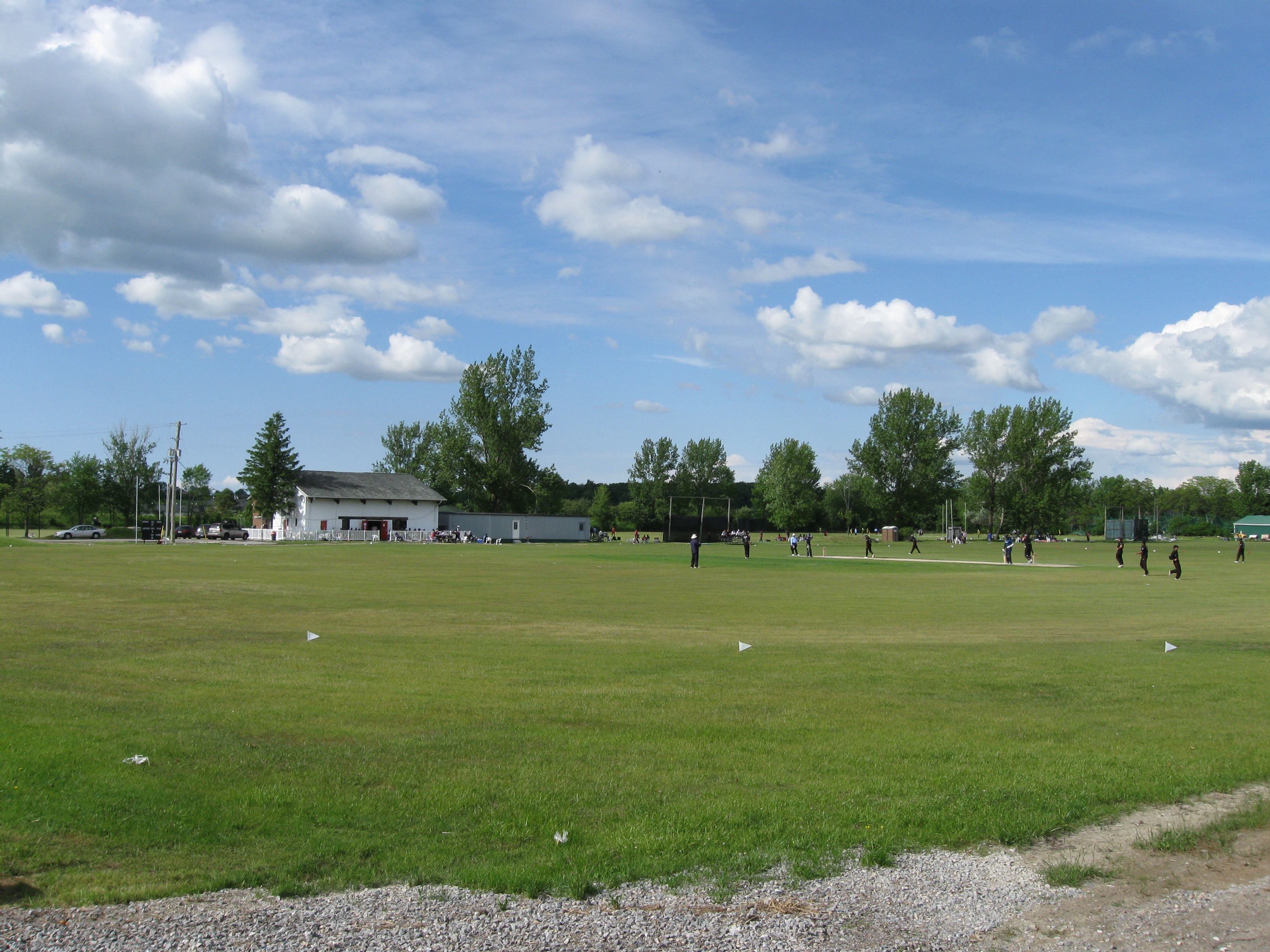
Der Maple Leaf Cricket Club verfügt als eines von zwei kanadischen Stadien über offiziellen ODI-Status

Kanada verfügt über kein offizielles Heimstadion für seine Nationalmannschaft, sondern bestreitet Heimspiele in verschiedenen Stadien. Die kanadische Mannschaft nutzte bisher auf heimischen Boden zwei Stadien für die Austragung von Heimspielen:
| Nr. | Stadion                                   | Stadt   | Erstaustragung     |
| --- | ----------------------------------------- | ------- | ------------------ |
| 1   | Toronto Cricket, Skating and Curling Club | Toronto | 16. September 1996 |
| 2   | Maple Leaf Cricket Club                   | Toronto | 28. Juni 2008      |

## Rivalität mit den Vereinigten Staaten
Der größte Rivale Kanadas im Cricket sind die Vereinigten Staaten. Beide Mannschaften trafen 1844 beim ersten Länderspiel überhaupt aufeinander und spielen seitdem jährlich gegeneinander, mit Ausnahme der Jahre von 1913 bis 1962 sowie zwischen 1994 und 2011. Als Teil dieser Rivalität spielen beide Nationalmannschaften um den K.A. Auty Cup, der von Karl André Auty gestiftet wurde. Dies ist die älteste und bis heute längste bilaterale Rivalität im internationalen Sport.

## Spieler

### Spielerstatistiken
Insgesamt haben für Kanada 114 Spieler ODIs und 80 Spieler T20Is gespielt. Im Folgenden sind die Spieler aufgeführt, die für die kanadische Mannschaft die meisten Runs und Wickets erzielt haben.

#### Runs
| ODI                 | ODI                 | ODI                 | ODI                 | T20I                | T20I                | T20I                | T20I                |
| Spieler             | Zeitraum            | ODIs                | Runs                | Spieler             | Zeitraum            | T20Is               | Runs                |
| ------------------- | ------------------- | ------------------- | ------------------- | ------------------- | ------------------- | ------------------- | ------------------- |
| Ashish Bagai        | 2003–2013           | 62                  | 1.964               | Navneet Dhaliwal    | 2019–heute          | 45                  | 1.197               |
| Sunil Dhaniram      | 2006–2010           | 44                  | 0915                | Aaron Johnson       | 2022–heute          | 31                  | 0910                |
| Pargat Singh        | 2023–heute          | 25                  | 0900                | Nicholas Kirton     | 2019–heute          | 36                  | 0744                |
| John Davison        | 2003–2011           | 32                  | 0799                | Harsh Thaker        | 2019–heute          | 50                  | 0706                |
| Harsh Thaker        | 2023–heute          | 26                  | 0769                | Ravinderpal Singh   | 2019–heute          | 43                  | 0701                |
| Stand: 3. Juli 2025 | Stand: 3. Juli 2025 | Stand: 3. Juli 2025 | Stand: 3. Juli 2025 | Stand: 3. Juli 2025 | Stand: 3. Juli 2025 | Stand: 3. Juli 2025 | Stand: 3. Juli 2025 |

#### Wickets
| ODI                 | ODI                 | ODI                 | ODI                 | T20I                | T20I                | T20I                | T20I                |
| Spieler             | Zeitraum            | ODIs                | Wickets             | Spieler             | Zeitraum            | T20Is               | Wickets             |
| ------------------- | ------------------- | ------------------- | ------------------- | ------------------- | ------------------- | ------------------- | ------------------- |
| Henry Osinde        | 2006–2013           | 42                  | 45                  | Saad Bin Zafar      | 2019–heute          | 65                  | 72                  |
| Harvir Baidwan      | 2008–2014           | 32                  | 44                  | Kaleem Sana         | 2022–heute          | 42                  | 64                  |
| Sunil Dhaniram      | 2006–2010           | 44                  | 41                  | Dilon Heyliger      | 2019–heute          | 56                  | 54                  |
| Dilon Heyliger      | 2023–heute          | 23                  | 37                  | Harsh Thaker        | 2019–heute          | 50                  | 39                  |
| Kaleem Sana         | 2023–heute          | 23                  | 36                  | Harvir Baidwan      | 2008–2013           | 17                  | 27                  |
| Stand: 3. Juli 2025 | Stand: 3. Juli 2025 | Stand: 3. Juli 2025 | Stand: 3. Juli 2025 | Stand: 3. Juli 2025 | Stand: 3. Juli 2025 | Stand: 3. Juli 2025 | Stand: 3. Juli 2025 |

### Mannschaftskapitäne
Bisher haben insgesamt 14 Spieler als Kapitän für Kanada bei einem ODI fungiert und sieben für ein T20I.
| ODI | ODI               | ODI        | T20I                  | T20I       |
| Nr. | Name              | Zeitraum   | Name                  | Zeitraum   |
| --- | ----------------- | ---------- | --------------------- | ---------- |
| 1   | Bryan Mauricette  | 1979       | Sanjayan Thuraisingam | 2008       |
| 2   | Joseph Harris     | 2003       | Sunil Dhaniram        | 2008       |
| 3   | John Davison      | 2006–2007  | Ashish Bagai          | 2010–2013  |
| 4   | George Codrington | 2006       | Rizwan Cheema         | 2010–2013  |
| 5   | Ashish Bagai      | 2007–2013  | Navneet Dhaliwal      | 2019–2022  |
| 6   | Sunil Dhaniram    | 2007–2008  | Saad Bin Zafar        | 2022–2024  |
| 7   | Zubin Surkari     | 2008       | Nicholas Kirton       | 2024–heute |
| 8   | Qaiser Ali        | 2008       |                       |            |
| 9   | Umar Bhatti       | 2009       |                       |            |
| 10  | Jimmy Hansra      | 2011–2014  |                       |            |
| 11  | Rizwan Cheema     | 2013       |                       |            |
| 12  | Saad Bin Zafar    | 2023–2024  |                       |            |
| 13  | Nicholas Kirton   | 2024–2025  |                       |            |
| 14  | Navneet Dhaliwal  | 2025–heute |                       |            |

## Bilanz
Die Mannschaft hat die folgenden Bilanzen gegen die Vollmitglieder des ICC im ODI- und T20I-Cricket (Stand: 3. Juli 2025).
| Gegner      | ODIs | ODIs | ODIs | ODIs | ODIs | T20Is | T20Is | T20Is | T20Is | T20Is |
| Gegner      | Sp.  | S    | U    | N    | NR   | Sp.   | S     | U     | N     | NR    |
| ----------- | ---- | ---- | ---- | ---- | ---- | ----- | ----- | ----- | ----- | ----- |
| Afghanistan | 5    | 1    | 0    | 4    | 0    | 2     | 0     | 0     | 2     | 0     |
| Australien  | 2    | 0    | 0    | 2    | 0    | 0     | 0     | 0     | 0     | 0     |
| Bangladesch | 2    | 1    | 0    | 1    | 0    | 0     | 0     | 0     | 0     | 0     |
| England     | 2    | 0    | 0    | 2    | 0    | 0     | 0     | 0     | 0     | 0     |
| Irland      | 8    | 2    | 0    | 6    | 0    | 5     | 3     | 0     | 2     | 0     |
| Neuseeland  | 3    | 0    | 0    | 3    | 0    | 0     | 0     | 0     | 0     | 0     |
| Pakistan    | 2    | 0    | 0    | 2    | 0    | 2     | 0     | 0     | 2     | 0     |
| Simbabwe    | 2    | 0    | 0    | 2    | 0    | 2     | 0     | 1     | 1     | 0     |
| Sri Lanka   | 2    | 0    | 0    | 2    | 0    | 1     | 0     | 0     | 1     | 0     |
| Südafrika   | 1    | 0    | 0    | 1    | 0    | 0     | 0     | 0     | 0     | 0     |
| West Indies | 4    | 0    | 0    | 4    | 0    | 0     | 0     | 0     | 0     | 0     |

## Internationale Turniere

### Cricket World Cup
- 1975: nicht teilgenommen
- 1979: Vorrunde (Qualifikation)
- 1983: nicht qualifiziert (Qualifikation)
- 1987: nicht qualifiziert (Qualifikation)
- 1992: nicht qualifiziert (Qualifikation)
- 1996: nicht qualifiziert (Qualifikation)
- 1999: nicht qualifiziert (Qualifikation)
- 2003: Vorrunde (Qualifikation)
- 2007: Vorrunde (Qualifikation)
- 2011: Vorrunde (Qualifikation)
- 2015: nicht qualifiziert (Qualifikation)
- 2019: nicht qualifiziert (Qualifikation)
- 2023: nicht qualifiziert (Vorqualifikation)
- 2027: laufende Qualifikation
- 2031: noch ausstehend

### Champions Trophy
- 1998: nicht qualifiziert
- 2000: nicht qualifiziert
- 2002: nicht qualifiziert
- 2004: nicht qualifiziert
- 2006: nicht qualifiziert
- 2009: nicht qualifiziert
- 2013: nicht qualifiziert
- 2017: nicht qualifiziert
- 2025: nicht qualifiziert
- 2029: noch ausstehend

### T20 World Cup
- 2007: nicht qualifiziert
- 2009: nicht qualifiziert (Qualifikation)
- 2010: nicht qualifiziert (Qualifikation)
- 2012: nicht qualifiziert (Qualifikation)
- 2014: nicht qualifiziert (Qualifikation)
- 2016: nicht qualifiziert (Qualifikation)
- 2021: nicht qualifiziert (Qualifikation)
- 2022: nicht qualifiziert (Qualifikation)
- 2024: Vorrunde (Qualifikation)
- 2026: qualifiziert (Qualifikation)
- 2028: noch ausstehend
- 2030: noch ausstehend

### ICC Intercontinental Cup
- 2004: 2. Platz
- 2005: Vorrunde
- 2006: 2. Platz
- 2007–08: Vorrunde
- 2009–10: Vorrunde
- 2011–13: Vorrunde
- 2015–17: nicht qualifiziert